# Ariel Matías García
Ariel Matías García (n. Bell Ville, Provincia de Córdoba, Argentina; 22 de octubre de 1991) es un futbolista argentino. Juega de volante, y su equipo actual es Aldosivi , de la Primera División de Argentina. 

## Carrera
Llegó a Gimnasia y Esgrima La Plata en el año 2009, con edad de Quinta División, proveniente del Club Atlético Jorge Griffa, de la Liga Rosarina de Fútbol. Su debut oficial fue 30 de junio de 2011 frente a San Martín de San Juan, en el partido de vuelta de la Promoción, en el cual Gimnasia descendió a la Primera B Nacional. Luego disputó 34 partidos en la Primera B Nacional 2011/12, convirtiendo 2 goles, y un partido válido por la Copa Argentina 2011/12 donde no convirtió goles. En la temporada 2012/13 formó parte del plantel de Gimnasia que logró el ascenso a la Primera División de Argentina.
Para la temporada 2016/2017 fue contratado por San Martín de Tucumán, equipo dirigido por Diego Cagna, para disputar el campeonato de segunda división de Argentina. En la temporada 2017/2018 logró el ansiado ascenso a Primera División con San Martín, siendo una de las figuras del equipo en el campeonato.
En la temporada 2019-20 volvió a Gimnasia y Esgrima de La Plata para jugar la Superliga Argentina, para completar una de sus mejores temporadas, 6 goles y 3 asistencias en 19 partidos y en la Copa de la Liga Profesional ha jugado 8 partidos en los cuales ha marcado 2 goles.

## Curiosidad
Con su gol en la victoria como local de Gimnasia (LP) 1-0 ante Atlético Tucumán, el día 29 de febrero del 2020 por la fecha 22 de la Superliga Argentina 2019-20, sería el último jugador en anotar un tanto a favor de un equipo dirigido técnicamente de forma presencial por el astro argentino, campeón del mundo como futbolista en 1986, Diego Armando Maradona, previo a su muerte el 25 de noviembre de ese mismo año.
El 8 de abril de 2023 anota un gol olímpico ante Unión en Santa Fe para victoria de Belgrano 3-0 por la décima fecha de la liga profesional 2023. Fue un gol ejecutado de pierna zurda sin que pudiesen desviar la trayectoria del tiro tanto los defensores rivales como el arquero Santiago Mele.

## Estadísticas

### Clubes
Actualizado de acuerdo al último partido jugado el 1 de diciembre de 2024.
| Club                              | Div.          | Temporada     | Liga  | Liga  | Liga   | Copas nacionales | Copas nacionales | Copas nacionales | Torneos internacionales | Torneos internacionales | Torneos internacionales | Total | Total | Total  |
| Club                              | Div.          | Temporada     | Part. | Goles | Asist. | Part.            | Goles            | Asist.           | Part.                   | Goles                   | Asist.                  | Part. | Goles | Asist. |
| --------------------------------- | ------------- | ------------- | ----- | ----- | ------ | ---------------- | ---------------- | ---------------- | ----------------------- | ----------------------- | ----------------------- | ----- | ----- | ------ |
| Gimnasia y Esgrima (LP) Argentina | 1.ª           | 2010-11       | 1     | 0     | 0      | —                | —                | —                | —                       | —                       | —                       | 1     | 0     | 0      |
| Gimnasia y Esgrima (LP) Argentina | 2.ª           | 2011-12       | 34    | 2     | 0      | 1                | 0                | 0                | —                       | —                       | —                       | 35    | 2     | 0      |
| Gimnasia y Esgrima (LP) Argentina | 2.ª           | 2012-13       | 29    | 3     | 1      | 1                | 1                | 0                | —                       | —                       | —                       | 30    | 4     | 1      |
| Gimnasia y Esgrima (LP) Argentina | 1.ª           | 2013-14       | 18    | 1     | 1      | —                | —                | —                | —                       | —                       | —                       | 18    | 1     | 1      |
| Gimnasia y Esgrima (LP) Argentina | 1.ª           | 2014          | 2     | 0     | 0      | —                | —                | —                | —                       | —                       | —                       | 2     | 0     | 0      |
| Gimnasia y Esgrima (LP) Argentina | 1.ª           | 2015          | 2     | 0     | 0      | —                | —                | —                | —                       | —                       | —                       | 2     | 0     | 0      |
| San Martín (T) Argentina          | 2.ª           | 2016-17       | 41    | 5     | 5      | —                | —                | —                | —                       | —                       | —                       | 41    | 5     | 5      |
| San Martín (T) Argentina          | 2.ª           | 2017-18       | 26    | 3     | 9      | —                | —                | —                | —                       | —                       | —                       | 26    | 3     | 9      |
| San Martín (T) Argentina          | 1.ª           | 2018-19       | 24    | 2     | 2      | 4                | 0                | 0                | —                       | —                       | —                       | 28    | 2     | 2      |
| Gimnasia y Esgrima (LP) Argentina | 1.ª           | 2019-20       | 19    | 6     | 3      | 2                | 0                | 0                | —                       | —                       | —                       | 21    | 6     | 3      |
| Gimnasia y Esgrima (LP) Argentina | 1.ª           | 2020          | —     | —     | —      | 9                | 2                | 0                | —                       | —                       | —                       | 9     | 2     | 0      |
| Gimnasia y Esgrima (LP) Argentina | Total club    | Total club    | 105   | 12    | 5      | 13               | 3                | 0                | 0                       | 0                       | 0                       | 118   | 15    | 5      |
| F. C. Juarez · México             | 1.ª           | C-2021        | 15    | 2     | 1      | —                | —                | —                | —                       | —                       | —                       | 15    | 2     | 1      |
| F. C. Juarez · México             | 1.ª           | 2021-22       | 28    | 0     | 2      | —                | —                | —                | —                       | —                       | —                       | 28    | 0     | 2      |
| F. C. Juarez · México             | 1.ª           | A-2022        | 15    | 1     | 0      | —                | —                | —                | —                       | —                       | —                       | 15    | 1     | 0      |
| F. C. Juarez · México             | Total club    | Total club    | 58    | 3     | 3      | 0                | 0                | 0                | 0                       | 0                       | 0                       | 58    | 3     | 3      |
| C. A. Belgrano Argentina          | 1.ª           | 2023          | 10    | 1     | 0      | 8                | 0                | 1                | —                       | —                       | —                       | 18    | 1     | 1      |
| C. A. Belgrano Argentina          | 1.ª           | 2024          | —     | —     | —      | 13               | 0                | 2                | 2                       | 0                       | 1                       | 15    | 0     | 3      |
| C. A. Belgrano Argentina          | Total club    | Total club    | 10    | 1     | 0      | 21               | 0                | 3                | 2                       | 0                       | 1                       | 33    | 1     | 4      |
| San Martín (T) Argentina          | 2.ª           | 2024          | 22    | 3     | 5      | —                | —                | —                | —                       | —                       | —                       | 22    | 3     | 5      |
| San Martín (T) Argentina          | Total club    | Total club    | 113   | 13    | 21     | 4                | 0                | 0                | 0                       | 0                       | 0                       | 117   | 13    | 21     |
| C. A. Aldosivi Argentina          | 1.ª           | 2025          | 0     | 0     | 0      | —                | —                | —                | —                       | —                       | —                       | 0     | 0     | 0      |
| C. A. Aldosivi Argentina          | Total club    | Total club    | 0     | 0     | 0      | 0                | 0                | 0                | 0                       | 0                       | 0                       | 0     | 0     | 0      |
| Total carrera                     | Total carrera | Total carrera | 286   | 29    | 29     | 38               | 3                | 3                | 2                       | 0                       | 1                       | 326   | 32    | 33     |
| 1. 2. 3.                          |               |               |       |       |        |                  |                  |                  |                         |                         |                         |       |       |        |

## Palmarés

### Logros
| Título                     | Club                    | País      | Año     |
| -------------------------- | ----------------------- | --------- | ------- |
| Ascenso a Primera División | Gimnasia y Esgrima (LP) | Argentina | 2012-13 |
| Ascenso a Primera División | San Martín de Tucumán   | Argentina | 2017-18 |